# Hälsingöfjärden
Hälsingöfjärden är en fjärd i Finland. Den ligger i kommunen Larsmo i landskapet Österbotten, i den västra delen av landet, 400 km norr om huvudstaden Helsingfors.
Hälsingöfjärden avgränsas av Hälsingön i väster, Lövskäret i norr, Grisselören och Larsmoön i öster samt Rönnskäret, Remsan och Högön i söder. Den har förbindelse med Kackursfjärden i nordöst genom Grisselörsströmmen mellan Grisselören och Larsmoön samt med Högöfjärden i söder.